# Give Up the Ghost
Give Up the Ghost (первоначально American Nightmare) — американская хардкор-панк-группа из Бостона, штат Массачусетс, существовавшая в период с 1994 по 2004 года.

## История
Группа образовалась когда Тим Коссар и Уэсли Эйсколд (который тогда ездил по турам вместе с хардкор-группой Ten Yard Fight) встретились с Ази Релфом и Джесси ван Дайстом в 1998 году. Группа получила название American Nightmare и парни записали дебютное демо, которое выпустили на кассете в 1999 году. Первый релиз — одноимённый семидюймовый LP, вышел в 2000 году. После турне и изменениях в составе, группа выступила второй винил, The Sun Isn’t Getting Any Brighter. Позже он был объединён с Year One, выпущенным уже после распада.
Первый полноформатный альбом, Background Music, был выпущен под эгидой лейбла Equal Vision Records в 2001 году и стал причиной успеха группы. В 2003 году коллектив был втянут в судебное разбирательство относительно названия с одноимённой группой из Филадельфии. American Nightmare пришлось сменить название на сокращение A.N., а затем на короткий период — на American Nothing. После того, как American Nightmare из Филадельфии снова начали угрожать судебными исками, Коссар и Эйсколд приняли решение поменять название на Give Up the Ghost, которое было придумано для их второго альбома. В 2002 году они поучаствовали в записи трибьют-альбома группы Black Flag, сыграв песню «Depression». Второй альбом, We’re Down Til We’re Underground, снова вышел на Equal Vision Records в 2003 году. Релиз стал экспериментальным для группы: музыканты работали с новым, более мягким стилем, более длинными композициями. Несмотря на смену названия, поклонники продолжают называть группу American Nightmare, а название часто записывается через слэш: American Nightmare / Give Up the Ghost.

## Распад и дальнейшая судьба
В июне 2004 года группа объявила об отмене европейского тура, а днём позже — в своём распаде. Было выпущено заявление, где музыканты ссылались на «здоровье и личные причины», приведшие к прекращению существования коллектива. Give Up the Ghost, а также такие группы как The Suicide File, образовали ядро бостонской хардкор-сцены начала 2000-х годов. Бывшие участники группы начали заниматься собственными проектами, такими как Some Girls, XO Skeletons, Ye Olde Maids, Head Automatica, Bars, Cold Cave и The Hope Conspiracy. Уэс Эйсколд основал издательство и независимый лейбл Heartworm Press, а также стал совладельцем книжного магазина/мини-клуба Juanita And Juan’s в Филадельфии. В туре 2003—2004 годов вместе с группой играл гитарист Фрэнк Айеро, который позже присоединился к группе My Chemical Romance, в то время ещё малоизвестной. В 2007 году Give Up the Ghost снова отметились скандалом: Уэс заявил, что Fall Out Boy заимствовали его тексты в нескольких своих песнях, не указав его в качестве автора на альбомах. Конфликт был улажен не доходя до суда, а Уэс был включен в список авторов в альбомах From Under the Cork Tree и Infinity on High.

## Воссоединение
После семилетнего периода неактивности, Give Up the Ghost сыграют два реюнион-концерта в декабре 2011 года. Группа выступит в Бостоне 29 декабря и в Лос-Анджелесе 31 декабря. В честь реюниона лейбл Deathwish Inc. переиздал альбомы Background Music (2001) и We’re Down Til We’re Underground (2003), выход которых совпал с датами концертов.
Билеты на реюнион-шоу были доступны начиная с 29 октября 2011 года и были распроданы так быстро, что было объявлено о выпуске дополнительного тиража билетов, которые поступили в продажу с 7 ноября, а вырученные средства пошли на производство серии футболок для фонда Syrentha Savio Endowment.

## Дискография
- 4 Song Demo Tape/7" (1999) — собственный релиз/Malfunction (переиздание)
- 3 Song Preview Tape — собственный релиз
- American Nightmare 7" (2000) — Bridge 9 Records
- The Sun Isn’t Getting Any Brighter 7" (2001) — Bridge 9 Records
- Background Music CD/LP (2001) — Equal Vision Records
- Black on Black: A Tribute to Black Flag (песня: «Depression») (2002) — Initial
- Love American Demos (2002—2003) — не выпущен
- Love American CDep (2003) — Bridge 9 Records/Equal Vision Records
- We’re Down Til We’re Underground CD/LP (2003) — Equal Vision Records
- We’re Down Til We’re Underground 5 Test Press LP’s — Burning Heart Records
- Live in London 7" (2003) — Bridge 9 Records
- Year One CD/2x7" (2004) — Reflections Records/Bridge 9 Records
- Year One (переиздание к десятой годовщине группы)  12" (2011) — Bridge 9 Records